# پلیموث (اوهایو)
پلیموث (به انگلیسی: Plymouth) یک روستا در ایالات متحده آمریکا است که در اوهایو واقع شده‌است. پلیموث ۶٫۴۷ کیلومتر مربع مساحت و ۱٬۸۵۷ نفر جمعیت دارد و ۳۱۰ متر بالاتر از سطح دریا واقع شده‌است.